# 津田真澂
津田 真澂（つだ ますみ、1926年2月25日 - 2005年9月2日）は、日本の経営学者。一橋大学名誉教授、青森公立大学名誉教授。社会学博士、経済学博士。中央家内労働審議会会長、中央最低賃金審議会会長などを務めた。

## 人物・経歴
東京南青山出身。祖父は越前松平家母里藩分家第11代当主の子爵松平直敬。妻は山崎帝國堂竹内家出身。1947年、父が戦犯指定となったため弘前高等学校理科甲類を卒業し茂山鉄鉱開発入社。1952年東京大学経済学部卒。高橋幸八郎ゼミ及び大塚久雄ゼミで学ぶ。同年、東京大学経済学部特別研究生に就任し隅谷三喜男に師事。1954年東京大学経済学部助手に就任し、労働問題調査会で大河内一男、氏原正治郎に師事。1957年東京大学フォード財団労働運動史料委員会主任研究員、1958年武蔵大学経済学部専任講師、1960年助教授、1964年教授、1968年中央大学経済学部教授、1970年一橋大学社会学部教授。1982年ミラノ国立大学経済学部客員教授。1983年グリフィス大学アジア研究学部客員教授。1989年一橋大学を定年退職し、青山学院大学国際政治経済学部教授、一橋大学名誉教授。1994年青森公立大学経営学部教授。1997年青森公立大学大学院経営経済学研究科長。2001年青森公立大学名誉教授。1962年「現代アメリカ労働組合の構造」で東京大学より経済学博士の学位を取得、1986年「日本的経営の論理」で一橋大学より社会学博士の学位を取得。2005年肺炎の為逝去、従四位瑞宝中綬章。中央家内労働審議会会長、中央最低賃金審議会会長などを務めた。アメリカ・日本の労働問題研究、日本的経営論の第一人者であった。
津田ゼミ出身者として高田一夫一橋大学名誉教授や、林大樹一橋大学名誉教授、倉田良樹一橋大学名誉教授、曳野孝京都大学特命教授、沼上幹一橋大学教授、藤原道夫元南山大学教授、佐藤博樹東京大学名誉教授、 奥澤宏幸第一三共社長、逢見直人元日本労働組合総連合会事務局長など多数。

## 著書
- 『労働問題と労務管理 経営労務の研究』ミネルヴァ書房 社会科学選書 1959
- 『労務管理』ミネルヴァ書房 現代経済学全書 1965
- 『アメリカ労働組合の構造 ビジネス・ユニオニズムの生成と発展』日本評論社 1967
- 『年功的労使関係論』ミネルヴァ書房 経営経済学選書 1968
- 『労使関係の国際比較 35か国の比較研究』日本労働協会 1969
- 『日本の労務管理』東京大学出版会 UP選書 1970
- 『アメリカ労働運動史』総合労働研究所 1972
- 『日本の都市下層社会』ミネルヴァ書房 1972
- 『集団主義経営の構想』産業労働調査所 1973
- 『日本的経営の擁護』東洋経済新報社 東経選書 1976
- 『高齢・高学歴下の日本的経営 中年層軸人事への移行』日本経営者団体連盟弘報部 1977
- 『人事労務管理の思想』有斐閣新書 1977
- 『日本的経営の論理』中央経済社 1977
- 『日本的経営の台座』中央経済社 1980
- 『労使関係』日本経済新聞社 日経文庫 経営学入門シリーズ 1980
- 『現代経営と共同生活体 日本的経営の理論のために』同文館出版 1981
- 『人事管理の現代的課題 日本的経営の理論のために』税務経理協会 1981
- 『日本的経営の進路 経営者への一書』中央経済社 1982
- 『人事・労務管理』放送大学教育振興会 1985
- 『経営戦略と基盤人事 新時代の経営に向けて』日本経営者団体連盟弘報部 1987
- 『人事革命 組織・人が生き返る"クラスター戦略"』ごま書房 1987
- 『日本的経営の人事戦略』同文館出版 1987
- 『日本的経営はどこへ行くのか 雇用が変わる人材が変わる』PHP研究所 1987
- 『企業は人を捨て国を棄てる 「半身雇用」時代を生き抜く思想』ネスコ 1988
- 『情報化経営の時代 第二の産業革命下での日本的経営の行方』如水会 一橋選書 1989
- 『日本的情報化経営 二十一世紀型企業への新戦略』プレジデント社 1990
- 『人工化社会と電脳文化 二一世紀の「こころ」の問題』有斐閣 1992
- 『人間関係 集団と個人』日本労働研究機構 1993
- 『日本の経営文化 二十一世紀の組織と人』ミネルヴァ書房 Minerva21世紀ライブラリー 1994
- 『新・人事労務管理』有斐閣 1995
- 『日本的経営の原点』生産性出版 2003

### 共編著
- 『コンピュータと人事管理 EDP化のすすめ方』工藤信男共編著 総合労働研究所 1968
- 『人事・労務管理の基礎知識 理論と実際の総合的理解』白木他石共編 有斐閣ブックス 1976
- 『定年延長・再雇用制 その取り組み方と実際』編 日本経営者団体連盟弘報部 1981
- 『現代の日本的経営 国際化時代の課題』責任編集 有斐閣 現代経営学 1982
- 『現代の労務管理と労使関係 高齢化・高学歴化への適応』責任編集 有斐閣 現代経営学 1982
- 『日本的経営と産業社会』名東孝二、青沼吉松共編 新評論 1982
- 『現代の経営管理 1 生産・人事労務・原価』清水敏允ほか共著 春秋社 現代経営学 1983
- 『社会政策の思想と歴史 大陽寺順一教授還暦記念論文集』山田高生共編 千倉書房 1985
- 『新世代サラリーマンの生活と意見 「団塊の世代」から「新人類」まで』編著 東洋経済新報社 東経選書 1987
- 『人事労務管理』編著 ミネルヴァ書房 1993

### 翻訳
- B.M.フライシャー『労働経済学』総合労働研究所 1974